# 科英布拉區
科英布拉區 （葡萄牙語：Distrito de Coimbra，葡萄牙語：[kuˈĩbɾɐ] ⓘ）是葡萄牙中部沿海的一個區。面積3,947平方公里，人口441,225人 （2001年）。首府科英布拉，下分17市镇。